# Liraglutide
Liraglutide, onder andere verkocht onder de merknamen Victoza en Saxenda, is een geneesmiddel dat wordt gebruikt voor de behandeling van diabetes type 2, obesitas en voor gewichtsbeheersing. Bij diabetes is het een middel dat minder de voorkeur heeft dan metformine. De effecten op gezondheidsresultaten op de lange termijn, zoals hartaandoeningen en levensverwachting, zijn onduidelijk. Het wordt toegediend via een injectie onder de huid.
Vaak voorkomende bijwerkingen zijn een lage bloedsuikerspiegel, misselijkheid, duizeligheid, buikpijn en pijn op de injectieplaats. Gastro-intestinale bijwerkingen zijn meestal het sterkst aan het begin van de behandelingsperiode en verdwijnen na verloop van tijd. Andere ernstige bijwerkingen kunnen zijn: medullaire schildklierkanker, angio-oedeem, pancreatitis, galblaasaandoening en nierproblemen. De veiligheid bij gebruik tijdens zwangerschap en borstvoeding is onduidelijk. Liraglutide is een glucagon-achtige peptide-1-receptoragonist (GLP-1-receptoragonist), ook bekend als incretinemimeticum. Het werkt door de afgifte van insuline uit de pancreas te verhogen en de overmatige afgifte van glucagon te verminderen.
Liraglutide werd in 2009 goedgekeurd voor medisch gebruik in de Europese Unie en in 2010 in de Verenigde Staten. In 2019 was het de 142e meest voorgeschreven medicatie in de Verenigde Staten, met meer dan 4 miljoen recepten.

## Medisch gebruik
Liraglutide is een medicijn dat wordt gebruikt voor de behandeling van diabetes type 2 of obesitas.
Uit een studie bleek dat deelnemers met overgewicht of obesitas die Saxenda gebruikten, tot 15% van hun lichaamsgewicht verloren.

### Type 2 diabetes
Liraglutide verbetert de regulatie van bloedglucose. In 2017 is het nog onduidelijk of incretinemimetica zoals liraglutide het risico op overlijden van een persoon beïnvloeden.
Bij diabetes is het een middel dat minder de voorkeur heeft. Het kan worden gebruikt bij mensen bij wie metformine en een ander middel tegen diabetes, zoals een sulfonylureumderivaat, niet voldoende zijn. Een Cochrane-review uit 2011 toonde een HbA1c-verlaging van 0,24% meer met liraglutide 1,8 mg vergeleken met insuline glargine, 0,33% meer dan exenatide 10 µg tweemaal daags, sitagliptine en rosiglitazon.

### zwaarlijvigheid
Liraglutide kan ook samen met dieet en lichaamsbeweging worden gebruikt voor chronische gewichtsbeheersing bij volwassen patiënten. Van liraglutide is aangetoond dat het leidt tot meer gewichtsverlies dan andere glucagon-achtige peptide-analogen. De body mass index (BMI) moet groter zijn dan 30 kg/m², of groter dan 27 kg/m² samen met hoge bloeddruk, diabetes mellitus type 2 of dyslipidemie.
Het is niet bekend of het gewichtsverlies blijvend zal zijn. De onderdrukking van de eetlust kan tijdelijk zijn en de eetlust kan terugkeren, zelfs als men na 56 weken doorgaat met het gebruik van liraglutide.

## Bijwerkingen

### Schildklierkanker
Bij blootstellingen die acht keer hoger waren dan gebruikt bij mensen, veroorzaakte liraglutide een statistisch significante toename van schildkliertumoren bij ratten. De klinische relevantie van deze bevindingen is niet bekend.  In klinische onderzoeken was het aantal schildkliertumoren bij patiënten die werden behandeld met liraglutide 1,3 per 1000 patiëntjaren (4 personen) vergeleken met 1,0 per 1000 patiënten (1 persoon) in vergelijkingsgroepen. De enige persoon in de vergelijkingsgroep en vier van de vijf personen in de liraglutidegroep hadden bij baseline serummarkers (verhoogd calcitonine) die op een reeds bestaande ziekte suggereerden.
De FDA zei dat serumcalcitonine, een biomarker van medullaire schildklierkanker, licht verhoogd was bij liraglutidepatiënten, maar nog steeds binnen de normale waarden, en dat het gedurende 15 jaar voortdurend moet worden gecontroleerd in een kankerregister.

### Pancreatitis
In 2013 rapporteerde een groep van Johns Hopkins een schijnbaar statistisch significant verband tussen ziekenhuisopname voor acute pancreatitis en eerdere behandeling met GLP-1-derivaten (zoals exenatide) en DPP-4-remmers (zoals sitagliptine). Als reactie daarop hebben de FDA in de Verenigde Staten en het Europees Geneesmiddelenbureau een beoordeling uitgevoerd van alle beschikbare gegevens met betrekking tot het mogelijke verband tussen incretinemimetica en pancreatitis of alvleesklierkanker. In een gezamenlijke brief uit 2014 aan de New England Journal of Medicine concludeerden de agentschappen dat "een gepoolde analyse van gegevens van 14.611 patiënten met type 2-diabetes uit 25 klinische onderzoeken in de sitagliptine-database geen overtuigend bewijs leverde van een verhoogd risico op pancreatitis of alvleesklierkanker" en "Beide instanties zijn het erover eens dat beweringen over een causaal verband tussen op incretine gebaseerde geneesmiddelen en pancreatitis of alvleesklierkanker, zoals recentelijk in de wetenschappelijke literatuur en in de media tot uitdrukking zijn gebracht, niet stroken met de huidige gegevens. De FDA en de EMA zijn op dit moment nog niet tot een definitieve conclusie gekomen over een dergelijk causaal verband. Hoewel de totaliteit van de beoordeelde gegevens geruststelling biedt, zal pancreatitis als een risico van deze geneesmiddelen worden beschouwd totdat er meer gegevens beschikbaar zijn; beide instanties blijven dit veiligheidssignaal onderzoeken."

## Farmacodynamiek
Liraglutide is een geacyleerde glucagon-achtige peptide-1 (GLP-1) agonist, afgeleid van humaan GLP-1-(7-37), een minder voorkomende vorm van endogeen GLP-1.
Het vermindert maaltijdgerelateerde hyperglykemie (gedurende 24 uur na toediening) door verhoging van de insulinesecretie (alleen) indien nodig door verhoging van de glucosespiegels, vertraging van de maaglediging en onderdrukking van de prandiale glucagonsecretie.
Liraglutide leidt tot insulineafgifte in bètacellen van de pancreas in aanwezigheid van verhoogde bloedglucose. Deze insulinesecretie neemt af naarmate de glucoseconcentraties afnemen en euglycemie (normale bloedglucosespiegel) naderen. Het vermindert ook de glucagonsecretie op een glucoseafhankelijke manier en vertraagt de maaglediging. In tegenstelling tot endogeen GLP-1 is liraglutide stabiel tegen metabole afbraak door peptidasen met een plasmahalveringstijd van 13 uur.

## Farmacokinetiek
Endogeen GLP-1 heeft een halveringstijd van 1,5 - 2 minuten als gevolg van afbraak door de alomtegenwoordige enzymen, dipeptidylpeptidase-4 (DPP4) en neutrale endopeptidasen (NEP). De halveringstijd na intramusculaire injectie is ongeveer een half uur, dus zelfs als het op deze manier wordt toegediend, heeft het een beperkt nut als therapeutisch middel. De metabolisch actieve vormen van GLP-1 zijn de endogene GLP-1-(7-36)NH2 en de meer zeldzame GLP-1-(7-37). De langdurige werking van liraglutide wordt bereikt door een vetzuurmolecuul te hechten op één positie van het GLP-1-(7-37)-molecuul, waardoor het zowel zichzelf kan associëren als binden aan albumine in het onderhuidse weefsel en de bloedbaan. Het actieve GLP-1 wordt vervolgens met een langzame, consistente snelheid vrijgemaakt uit albumine. Albuminebinding resulteert ook in een langzamere afbraak en verminderde renale eliminatie in vergelijking met die van GLP-1-(7-37).

## Maatschappij en cultuur

### Merknamen
Liraglutide wordt op de markt gebracht onder de merknaam Victoza in de VS, het VK, de VAE, Koeweit, India, Iran, Canada, Europa en Japan. Het is gelanceerd in Duitsland, Italië, Denemarken, Nederland, het Verenigd Koninkrijk, Ierland, Zweden, Japan, Canada, de Verenigde Staten, Frankrijk, Indonesië, Maleisië en Singapore. Van liraglutide is ook bekend dat het als Saxenda op de markt wordt gebracht in Australië, Indonesië, Iran, Israël, Canada, Brazilië, Zwitserland en de VS.

### Marketing
Liraglutide werd goedgekeurd door de Amerikaanse Food and Drug Administration (FDA) in 2014, en door het Europees Geneesmiddelenbureau (EMA) in 2015, voor volwassenen met een body mass index (BMI) van 30 of hoger (obesitas ) of een BMI van 27 of hoger (overgewicht) die ten minste één gewichtsgerelateerde aandoening hebben. Liraglutide werd in 2019 door de FDA goedgekeurd voor de behandeling van kinderen van 10 jaar of ouder met diabetes type 2, waarmee het het eerste niet-insulinegeneesmiddel is dat is goedgekeurd voor de behandeling van diabetes type 2 bij kinderen sinds metformine werd goedgekeurd in 2000.
Novo Nordisk verklaarde dat het van plan is om in 2015 500 van zijn 3000 verkoopmedewerkers in de Verenigde Staten te gebruiken om Saxenda te promoten, omdat wordt aangenomen dat het een verkooppotentieel van $ 1 miljard per jaar heeft binnen 8-10 jaar na de wereldwijde lancering. Analisten van Citi Research zijn het erover eens, ervan uitgaande dat het medicijn minder dan 0,5 procent van de 107 miljoen mensen in de Verenigde Staten die als zwaarlijvig zijn geclassificeerd zal bereiken, en een dagelijkse prijs van $ 30 gedurende 6 tot 12 maanden gebruik. Het bedrijf schat dat het in tien jaar ongeveer $ 1 miljard heeft uitgegeven om Saxenda van onderzoek naar marketing te brengen.